# بيم (شركة)
بيم هي سلسلة متاجر تركية رائدة متخصصة في البيع بالتجزئة، تشتهر بتقديم مجموعة محدودة من المواد الغذائية الأساسية والسلع الاستهلاكية بأسعار تنافسية. تم إنشاؤها في عام 1995، تتواجد سلاسل المتاجر في ثلاث دول في ما مجموعه 49721 متجر في تركيا، 4،751 في المغرب و1401 في مصر في نهاية عام 2015.

## المغرب
في 13 يناير 2020، أبلغ وزير الصناعة والتجارة والاقتصاد الرقمي المغربي، مولاي الحفيظ العلمي البرلمان المغربي رغبته مراجعة الاتفاقية التجارية الحرة بين المغرب وتركيا تحت طائلة إلغاءها بعد عجز في الميزان التجاري المغربي بلغ أزيد من 19.5 مليار درهم.  وفي نقلة تعد الأولى من نوعها، أعلنت سلسلة المتاجر التركية عزمها بيع ٪35 من أسهمها في فروع المغرب لشركة Blue Investment Holding المملوكة لشركة هيليوس إنفستمنت بارتنرز في لندن والنشطة في السوق الأفريقية، وذلك بعد إعلان المغرب مراجعة اتفاقية التجارة الحرة مع تركيا. قدرت الصحافة التركية قيمة الصفقة بنحو 86.4 مليون درهم.